# Pukkisaari (ö i Norra Savolax, Inre Savolax, lat 62,70, long 26,56)
Pukkisaari är en ö i Finland. Den ligger i sjön Konnevesi och i kommunen Rautalampi i den ekonomiska regionen  Inre Savolax ekonomiska region  och landskapet Norra Savolax, i den centrala delen av landet, 290 km norr om huvudstaden Helsingfors. Öns area är 3,3 hektar och dess största längd är 260 meter i sydöst-nordvästlig riktning.